# Krucifix (Dašice)
Pískovcový barokní krucifix je kvalitní, autorsky neurčené lidové kamenosochařské dílo, které se nalézá uprostřed náměstí T. G. Masaryka ve městě Dašice v okrese Pardubice.

## Historie a popis
Krucifix má dvoustupňový podstavec, spodní díl o výšce 77 cm a horní o výšce 160 cm. Na čelní straně podstavce je kartuše s reliéfem sv. Floriána, pod níž je nápis Obnoveno Léta Páně 1882. Na zadní straně soklu je datum vzniku kříže 1782 a datum obnovy 1934. Kamenný kříž s trojlistými rameny s ukřižovaným Kristem stojí na nízkém soklíku s rostlinným motivem. Je vysoký 150 cm, nad hlavou Krista je rozvinutý svitek s nápisem INRI. Autor lidového díla je neznámý. Krucifix je památkově chráněn od roku 1984.